# Terminal (eletrônica)

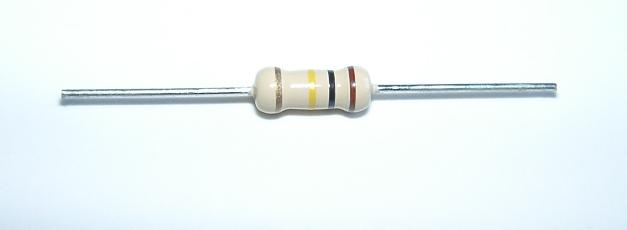
Um resistor, com terminais nas extremidades, para montagem through-hole.

Em eletrônica, um terminal é uma conexão elétrica que consiste de um pedaço de arame ou fio que sai de um dispositivo. Terminais são usados para suporte físico, para transferir energia, para sondagem de circuitos eletrônicos (ver multímetro), e para transmitir informação. Os pequenos terminais que emergem de CIs usados em sistemas through hole também são chamados frequentemente de pinos.